# 蘇經天
蘇經天博士 (Today Su, Ph.D.)，曾就讀國立台灣大學化學系、國立臺灣大學管理學院EMBA高階公共管理組、紐約州立大學石溪分校（State University of New York at Stony Brook, U.S.A.）之分子與細胞生物學博士，曾於約翰霍普金斯大學神經科學系內霍華修斯醫學研究所（Howard Hughes Medical Institute）跟隨Richard L. Huganir做博士後研究。

## 經歷
現今為和鑫生技開發總經理, 致力於推展 Auger Therapy及 Molecular Therapy 用於癌症治療的醫療服務。 在此之前任職於聯亞生技開發董事及總管理處暨企業發展處副總經理，負責策略聯盟、授權與企業融資之相關事務。亦曾任台灣生技聯盟秘書長、賽亞基因科技公司營運發展副處長、陽明大學育成中心顧問、台灣IBM生物資訊研發中心顧問、誠信創投集團協理，在生技產業之企業評價與產品組合管理擁有多年經驗。與此相關著作「技術轉移之相關立法」已由財團法人台灣亞洲基金會出版。
目前擔任「52 Club」會長, 及五南文化事業的特約編輯, 主要負責引薦國外書籍給國內讀者。「52 Club」創立於2011年4月，為職場人士的正式讀書會, 該會以每個月完整的分享一本對職場高階經理人有幫助的新書方式進行。對於所選定的書也有特定的主題, 如 2011 年的主題是: 「決策」(Decision-Making), 2012 年是「幸福學」(Happiness), 2013 年則是「不確定年代的不變法則」(Best Strategy for an Uncertain World)。值得一提的是, 在「52 Club」中，以《黑天鵝效應》一書的分享引發各界的迴響討論，多次受邀於產、官、學界演講，掀起長達多年的黑天鵝效應話題。2013年底又因對「反脆弱」一書的獨到見解, 再次引領討論, 對於複雜系統中的生存之道有很深入的探討!
因在生物醫藥科技領域多年豐富的專業與經驗，受邀為邁可．桑德爾所著《反對完美：科技與人性的正義之戰》一書撰寫導讀及書評，探討基因科技的進步所帶來的論戰與省思。文中提及遺傳工程之突破為人們帶來的希望和困境、新科技使原本崇尚的運動精神轉化成表演形式、為求取下一代競爭優勢而強力介入孩子生活的父母…論述中反映了基因科技對人類各個層面的影響，也建議從書中學習到跨越個人、社會、國家、宗教、物種、甚至於深沉到宇宙中平衡定位的論戰中所須擁有的胸懷。

## 外部連結
- （繁體中文） 52 Club 官方網站
- （繁體中文） 和鑫生技開發官方網站 （页面存档备份，存于）
- （繁體中文） 聯亞生技開發官方網站 （页面存档备份，存于）
- （繁體中文） 台灣生技產業聯盟
- （繁體中文） 賽亞基因公司 （页面存档备份，存于）
- （繁體中文） 五南文化事業 （页面存档备份，存于）
- （繁體中文） 博客來書籍館：反對完美：科技與人性的正義之戰